# Уфушань (гора)
Уфушань (кит.: 五府山, піньінь: Wu fu Shān) — гора в китайській провінції Цзянсі, є частиною гірської системи Уїшань, що входить до переліку Світової спадщини ЮНЕСКО. Назва перекладається як «Гора П'яти будинків» (назва походить від краєвиду, що відкривається на 5 старовинних будинків).

## Опис
Загальна висота складає 1910.2 (раніше вважали гору дещо меншою — 1891.4 м). Розташована на півдні міста Шанжао провінції Цзянсі. Являє собою чудовий гірський пейзаж. Більша частина (бл. 95 %) вкрита хвойними, вічнозеленими, широколистянними лісами (до 1700 м над рівнем моря), альпійськими чагарниками і луками (площа 30 км2, від 1700 м) та бамбуковими гаями (площа 2000 га, на рівні 450—1000 м). Тут представлено 3400 видів рослин, зокрема гінкго, південний болиголов, численні види тюльпанів, головчато-тисових, рослини роду Pterospermum з мальвових, Schima з родини чайних. За це цю місцину називають природним ботанічним садом.
Також тут мешкає 200 видів тварин та птахів, наприклад чорні ведмеді, мавпи, козулі, олені, усі види фазанів, а також численні види комах. Цікавинки представляють курорт Учіяма-вей, водоспад Чжуанцінцюань, долина Дракона, озеро Фецзе (Озеро Семи Зірок), фортеця Міст Дракона та храм Сантун. Тут існує дослідницька лабораторія (так званий Парк бджіл), що вивчає китайську бджолу (підвид східної бджоли).
Клімат теплий, субтропічний, з рясними опадами. Середньомісячна температура становить 14-18 °C, середньорічна кількість опадів — 1880 мм, відносна вологість 84 %, безморозний період — 235 днів у році.

## Історія
Здавна було місцем притулки та схованку різних людей — ченців, повстанців, розбійників. У 1930-х роках частково розташовувався комуністичний район.

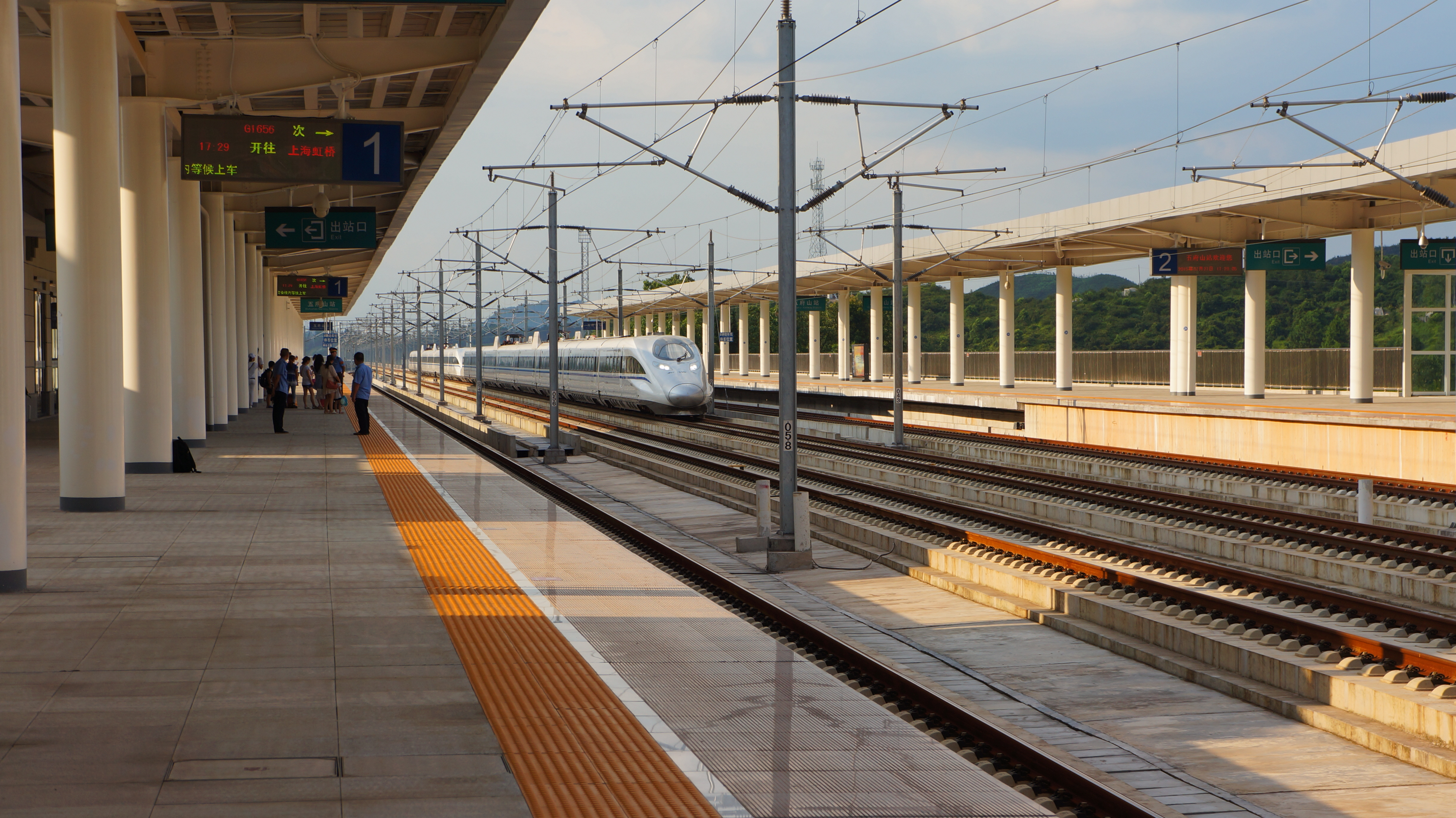
Станція Уфушань

Є туристичним місцем. Після внесення гори до Світової спадщини ЮНЕСКО як складавої частини гір Уїшань, розпочалося розбудова навколишньої місцевості задля залучення більшої кількості туристів. Цьому сприяє відкриття швидкісної залізничної лінії по маршруту від Пекіну до міста Уфушань, відкритої у 2015 році. Водночас для збереження навколишньої природи створено національний лісовий парк.